# Babadag
Babadag é uma cidade da Romênia com 10.878 habitantes, localizada no judeţ (distrito) de Tulcea.